# Transport kolejowy w Armenii

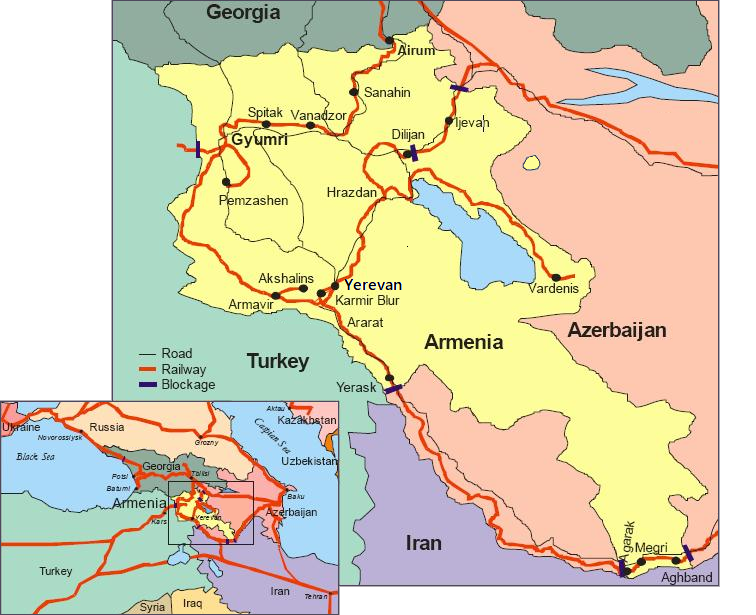
Sieć kolejowa w Armenii

Transport kolejowy w Armenii – sieć tras kolejowych w Armenii.

## Przewoźnik krajowy
Przewoźnikiem obsługującym przewozy pasażerskie i towarowe w Armenii jest Южно-Кавказская железная дорога „Юкжд” (pol. Koleje Południowokaukaskie) – spółka „córka” Kolei Rosyjskich. Zatrudnia on 3000 pracowników.
W Armenii funkcjonują dwa pociągi międzynarodowe:
- Tbilisi – Erywań – w kierunku Erywań – Tbilisi kursuje w dni parzyste, z Tbilisi do Erywania jedzie w dni nieparzyste. W wybranych okresach szczytu sezonowego pociąg uruchamiany jest codziennie. Skład zestawiony jest z wagonów płackartnych, kupiejnych i sypialnych. Pociąg zatrzymuje się w kilku większych miastach w Armenii – Giumri, czy Wanadorze.
- Batumi – Tbilisi – Erywań – Pociąg kursuje od połowy czerwca do końca września Podróż w jedną stronę trwa niecałe 16 godziny.

Oraz połączenia krajowe:
- Erywań – Gyumri (3 pary dziennie)
- Erywań – Ararat (1 para dziennie)
- Erywań – Araks (1 para dziennie)
- Erywań – Yeraskh (1 para dziennie)

Ponadto z przystanku kolejowego Erywań Almast odjeżdża jeden pociąg dziennie do miasta Hrazdan. W sezonie letnim pociąg ten wydłużany jest do stacji Szorza nad jeziorem Sewan.

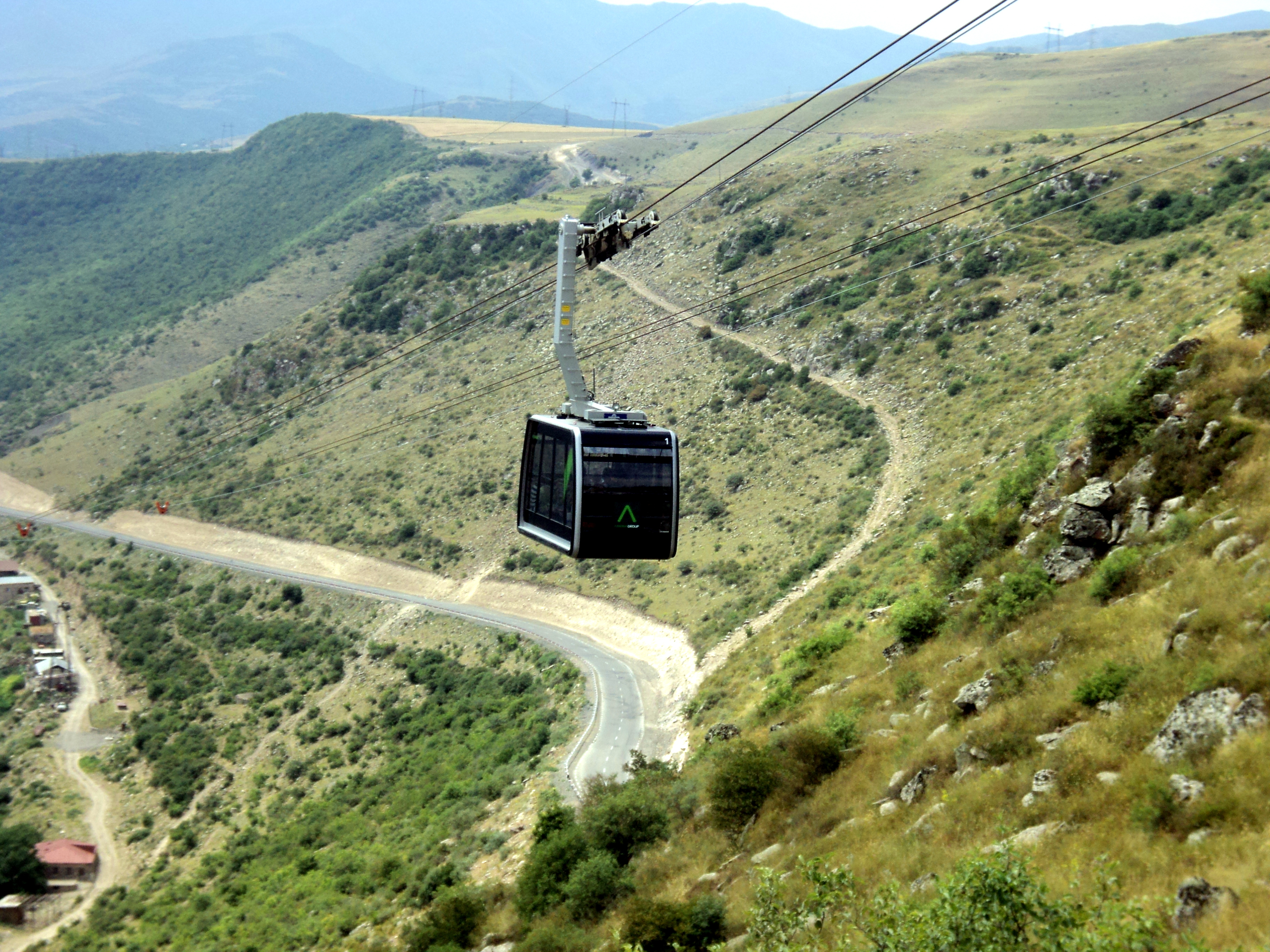
„Skrzydła Tatewu”

## Kolej linowa „Skrzydła Tatewu”
W Armenii znajduje się najdłuższa jednosekcyjna kolej linowa – „Skrzydła Tatewu”.
Kolej łączy wieś Halidzor z klasztorem Tatew, malowniczo położonym na wzgórzu tuż nad przepaścią. Umowę na budowę kolejki linowej podpisano w 2009 roku, a uroczyste otwarcie nastąpiło 16 października 2010 roku. Kolej „Wings of Tatev” to konstrukcja, wybudowana kosztem 18 mln dolarów przez austriacko-szwajcarskie konsorcjum. Kolej ma długość aż 5,75 km, a w niektórych miejscach wagon znajduje się na wysokości 320 metrów pomiędzy dwoma wzgórzami. Jeśli wierzyć relacjom turystów, widoki z kabiny są urzekające. Prędkość, z jaką poruszają się gondole to 37 km/h, a czas przejazdu całej trasy wynosi 12 minut.
Kolej i klasztor położone są w prowincji Sjunik.

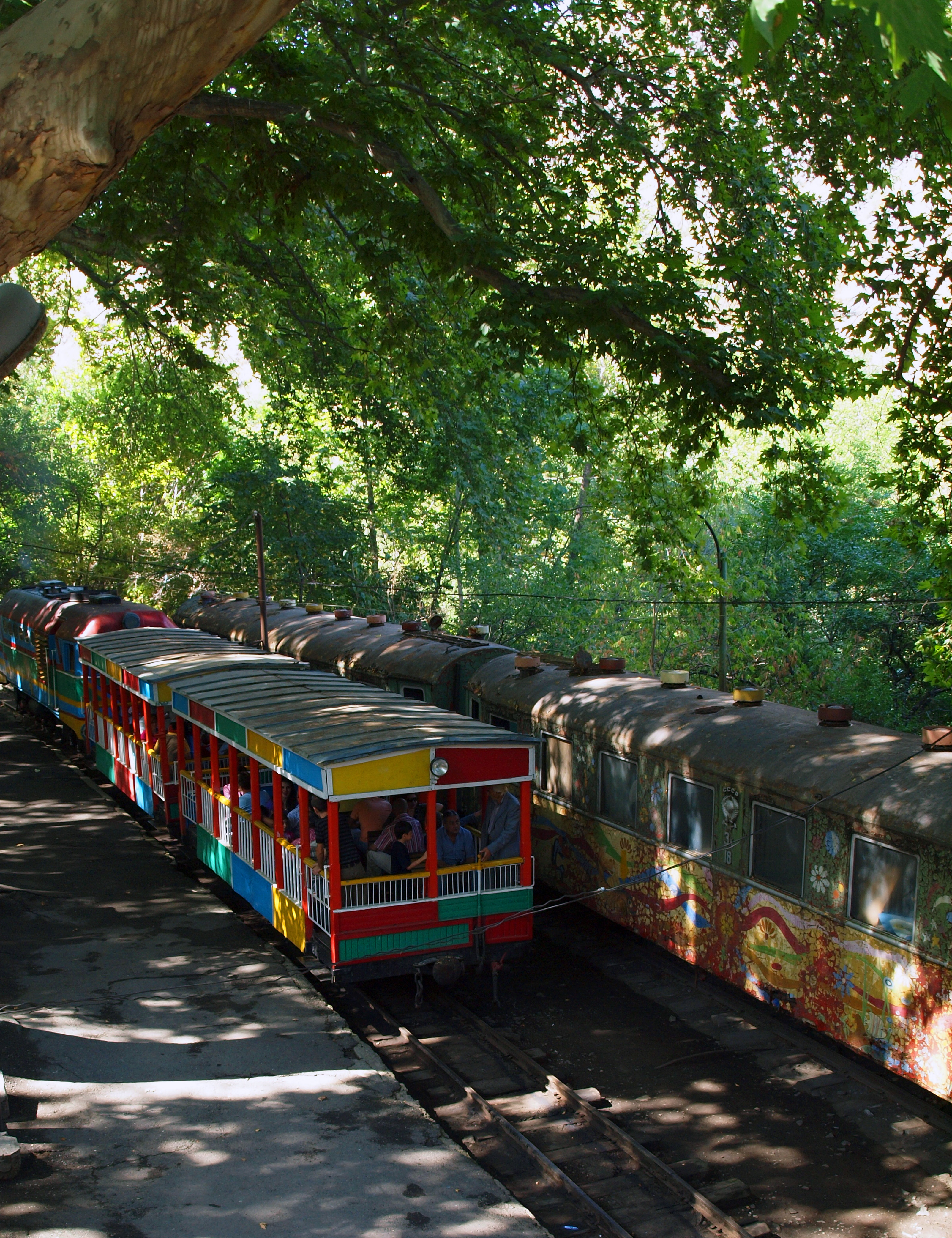
Erywańska Kolej Dziecięca

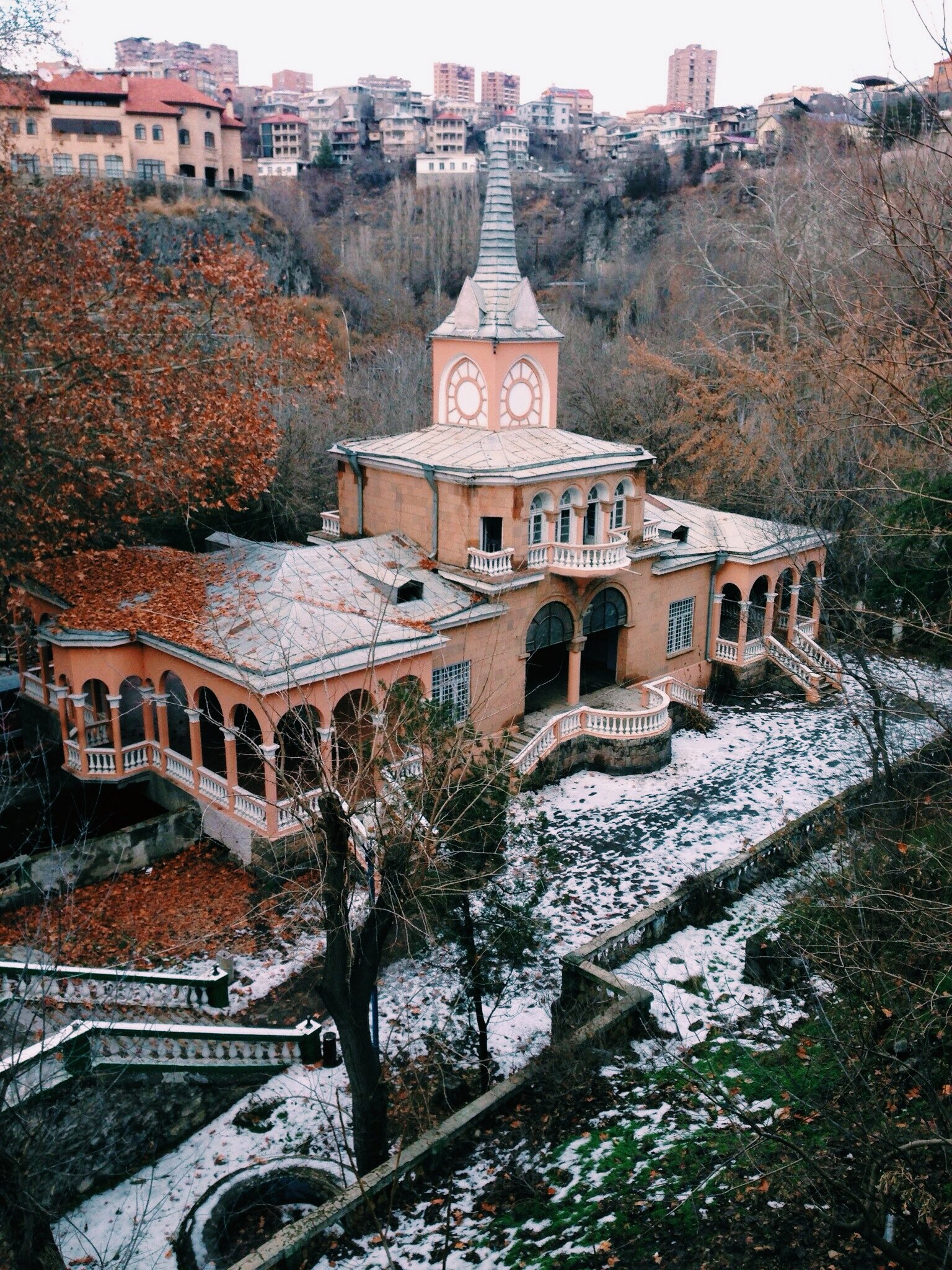
Stacja kolei dziecięcej w Erywaniu

## Kolej dziecięca[1]

### Kolej dziecięca w Erywaniu
Od 1937 roku w stolicy Armenii, w parku nad rzeką Hrazdan sezonowo kursuje kolej dziecięca. Długość trasy wynosi około dwóch kilometrów. Kolej kursuje pomiędzy stacjami Hayrenik i Urakhutyun, po drodze zatrzymując się na jednym przystanku. Wagony tej kolei, podobnie jak w wielu innych na terytorium byłego ZSRR, zostały wyprodukowane w Pafawagu.

### Kolej dziecięca w Giumri
Kolej kursowała także w Giumri, jednak została zamknięta po trzęsieniu ziemi, jakie 7 grudnia 1988 roku nawiedziło Armenię powodując znaczne zniszczenia.

## Metro
W Erywaniu funkcjonuje system metra złożony z jednej linii.